# CNTIC VPower Energy
CNTIC VPower Energy— плавуче сховище зрідженого природного газу (ЗПГ), яке входить до комплексу м’янмарського терміналу по прийому ЗПГ Танхльїн.
Судно спорудили як ЗПГ-танкер у 1992 році на верфі компанії Mitsubishi Heavy Industries у Нагасакі. Первісно воно носило назву Northwest Seaeagle та тривалий час використовувалось підрозділом компанії Shell для поставок продукції австралійського заводу зі зрідження природного газу Норз-вест шельф ЗПГ.  
У другій половині 2010-х років судно придбала компанія KARMOL, що належить на паритетних засадах турецькій Karadeniz (створила перший у світі флот плаваючих електростанцій) та японській судноплавній Mitsui OSK Lines, які планували зайнятись плавучими регазифікаційними терміналами. Northwest Seaeagle перейменували у Karmol LNGT Powership Anatolia, втім, корабель так і не використали у діяльності KARMOL. Натомість його продали китайській CNTIC VPower, що у екстреному темпі створювала регазифікаційний термінал Танхльїн поблизу головного міста М’янми Янгону.
Судно під новою назвою CNTIC VPower Energy пройшло дообладнання на сінгапурській верфі Sembcorp Marine’s Sembawang Shipyard для використання як плавуче сховище зрідженого газу. Воно отримало здатність передавати на регазифікаційну установку від 150 до 350 м3 ЗПГ на годину. Крім того, збільшення тиску в резервуарах мало дозволити перевантажувати ЗПГ з CNTIC VPower Energy на малі судна для подальшого транспортування углиб країни водними шляхами. Очікуваний термін служби сховища визначили у 15 років, при цьому його мав обслуговувати екіпаж із 25 осіб.
Не пізніше початку 2021 року CNTIC VPower Energy завели у річку Янгон та ошвартували біля спеціального причалу. Оскільки у сухий сезон глибини тут падають до 6 метрів, доставку до сховища ЗПГ мав здійснювати малий газовий танкер CNTIC VPower Global.
Також можливо відзначити, що на початку 2021-го у М’янмі стався військовий заколот, що призвело до погіршення економічної ситуації та призупинки роботи термінал у липні того ж року. Втім, як засвідчують дані геоінформаційних систем, станом на кінець 2022 року CNTIC VPower Energy перебувало на терміналі Танхльїн.